# Luke Walter jr.
Luke Walter jr., pseudoniem van Luk Renneboog (Antwerpen, 22 november 1947 – New York, 18 juni 1996) was een Belgische blueszanger en muzikant. 

## Biografie
In 1986 richtte hij samen met beeldhouwer Albert Szukalski de groep Blue Blot op. Met hun tweede album Bridge to your heart braken ze in 1990 door bij het grote publiek.
In 1993 bleek hij te lijden aan leukemie. Net voor zijn dood bracht hij het soloalbum Back to normal uit. Luke Walter jr. overleed in 1996 op 48-jarige leeftijd.

## Discografie
Met Blue Blot:
- Shopping for love (1987)
- Bridge to your heart (1991)
- Where do we go (1992)
- Live (1993)
- Yo yo man (1994)
- Blue Blot (1996)
- Blunk (2000)

Solo:
- Back to normal (1996)